# Бушхтуа, Аймен
Аймен Бушхтуа (англ. Aymen Bouchhioua; 24 августа 1979, Триполи) — тунисский футболист, полузащитник.

## Биография
В Тунисе выступал за: «Зарзис», «Эсперанс», «Этуаль дю Сахель». Зимой 2007 года перешёл в луганскую «Зарю». В чемпионате Украины дебютировал 7 апреля 2007 года в матче против запорожского «Металлурга» (1:0). Всего за «Зарю» провёл 2 матча в Высшей лиге и 7 игр в молодёжном первенстве. Позже вернулся на родину в клуб «Этуаль дю Сахель». Летом 2007 года побывал на просмотре в немецком «Падерборне». В феврале 2008 года перешёл в швейцарский «Арау». Провёл 6 игр в швейцарской Суперлиги.
Выступал за молодёжную сборную Туниса до 23 лет.